# Gymnelopsis brashnikovi
Gymnelopsis brashnikovi är en fiskart som beskrevs av Soldatov 1922. Gymnelopsis brashnikovi ingår i släktet Gymnelopsis och familjen tånglakefiskar. Inga underarter finns listade i Catalogue of Life.